# Nieświcz
Nieświcz (ukr. Несвіч) – wieś na Ukrainie w rejonie łuckim obwodu wołyńskiego.
Leży nad Połonką. Znajduje tu się stacja kolejowa Nieświcz Wołyński, położona na linii Lwów – Kiwerce.
W sierpniu 1942 r. policjanci ukraińscy zamordowali na tutejszym cmentarzu katolickim 15 Żydów. Dwoje ocalonych z masakry Żydów ukrywała później rodzina Baczyńskich. W czerwcu 1943 nacjonaliści ukraińscy z OUN-UPA napadli na domy polskich kolejarzy, zabijając 7 osób. 
W Nieświczu urodził się ks. Zygmunt Chmielnicki (1891-1944), polski ksiądz rzymskokatolicki, duszpasterz w diecezji żytomierskiej i diecezji łuckiej, wikariusz generalny bp. Adolfa Szelążka, ofiara represji sowieckich i niemieckich.

## Zabytki
- zamek – siedziba książąt Nieświckich, z których wywodzą się Poryccy, Wiśniowieccy, Woronieccy, Zbarascy. Na początku XX w. z budowli ocalały pozostałości zamczyska, okopy, wały ziemne znajdujące się w parku dworskim[6].